# A Robust Romeo
A Robust Romeo er en amerikansk stumfilm fra 1914 af George Nichols.

## Medvirkende
- Phyllis Allen
- Roscoe 'Fatty' Arbuckle
- Emma Clifton
- Alice Davenport
- Ford Sterling